# Ања Илић
Ања Илић, рођена Станић (Загреб, 20. децембар 1985) српска је филмска, телевизијска и позоришна глумица. Члан је Народног позоришта Републике Српске.

## Биографија
Ања Илић је рођена у Загребу 20. децембра 1985. године. Глуму је дипломирала на Академији уметности у Бањој Луци, са самосталном дипломском представом Мерлин Монро, Николаја Кољаде. 
Живи у Бањалуци. Удала се за Николу Илића.

## Филмографија
| Год.       | Назив                         | Улога              |
| ---------- | ----------------------------- | ------------------ |
| 2000-е     |                               |                    |
| 2008.      | То топло љето (тв серија)     | Дијана             |
| 2009.      | 32. децембар                  | Уна                |
| 2010-е     |                               |                    |
| 2011.      | Здухач значи авантура         | Олга               |
| 2011.      | Два смо свијета различита     | Софија             |
| 2012—2014. | Војна академија (ТВ серија)   | Лела               |
| 2013.      | Фалсификатор                  | девојка из циркуса |
| 2013.      | Војна академија 2             | Лела               |
| 2015.      | Луд, збуњен, нормалан         | Персида Јанковић   |
| 2017.      | Кинески зид (кратки филм)     | Ана                |
| 2017.      | Месо (ТВ серија)              | новинарка          |
| 2020-е     |                               |                    |
| 2021.      | Дара из Јасеновца             | Дарина мајка       |
| 2023.      | Државни службеник (ТВ серија) | Ајша               |